# Prosvjedi na Kosovu 1981.
Prosvjedi na Kosovu 1981. podrazumijevaju niz masovnih prosvjeda održanih na proljeće 1981. godine, kojima su kosovski Albanci zahtijevali da SAP Kosovo postane sedma republika SFRJ i da se Albancima prizna status konstitutivnog naroda u Jugoslaviji. 
Kao odgovor na albanske prosvjede, jugoslavenske vlasti su proglasile izvanredno stanje i na prosvjednike poslali vojsku, što je dovelo do eskalacije nasilja, pri čemu je poginulo nekoliko desetina ljudi, uglavnom albanskih učenika i studenata. Nakon nasilnog gušenja prosvjeda na Kosovu, došlo je do velike podijeljenosti između Srba i Albanaca - Srbi su tražili ograničenje autonomije Kosova, a Albanci su tražili državnost.
Ove demonstracije, koje je pratilo izvjesno nasilje nad Srbima, vodile su optužbama da Albanci čine zlodjela nad manjinskim srpskim stanovništvom i da se nad Srbima na Kosovu provodi genocid. Ovi su događaji umnogome doprinijeli produbljivanju srpsko-albanskog sukoba i često se tumače kao katalizator političke krize u SFRJ koja je rezultirala raspadom države.

## Kosovo i Jugoslavija početkom 1981.
SFRJ je godine 1974. dobila novi ustav, kojim su ne samo republike preuzele značajni dio dotadašnjih ovlasti od saveznih vlasti, nego su i autonomne pokrajine - SAP Kosovo i SAP Vojvodina - preuzele veliki dio dotadašnjih ovlasti SR Srbije. Obje pokrajine su također priznate kao savezne jedinice, odnosno po svojim ovlastima skoro izjednačene s republikama. Jedine značajne razlike su bile u nešto manjoj zastupljenosti u saveznim organima u odnosu na republike (2/3 delegata u domovima savezne skupštine u odnosu na delegate Uže Srbije) te nepostojanju prava na samoodređenje, odnosno otcjepljenje.
Ustav SFRJ, s kojim je usklađen i Ustav SR Srbije, izazvao je veliko nezadovoljstvo u rukovodstvu tadašnjeg Saveza komunista Srbije, od koga su kroz federalizaciju savezne Partije istovremeno autonomiju stekli i dotada podređene pokrajinske partijske organizacije - Savez komunista Kosova i Savez komunista Vojvodine. Međutim, otvoreno iskazivanje nezadovoljstva ili traženje da se revidira ustavni položaj Srbije nije dolazilo u obzir dok god je bio živ Josip Broz Tito, čiji je autoritet, čak i neposredno pred smrt, bio neupitan u komunističkim rukovodstvima tadašnje Jugoslavije.
Titova smrt u svibnju 1980. godine je, pak, ponovo pokrenula pitanje eventualnih ustavnih promena. Partijsko i državno rukovodstvo Kosova, kojim su poslije brijunskog plenuma počeli dominirati lokalni kadrovi albanske nacionalnosti, uglavnom je bilo zadovoljno statusom quo. Međutim, među kosovskim Albancima, koji su činili apsolutnu većinu stanovništva Kosova (77.4%), počeo se širiti strah da bi Titova smrt mogla omogućiti Užoj Srbiji ponovno stjecanje vlasti nad Kosovom, odnosno da se Albanci ponovo nađu u podređenom položaju. Među albanskom omladinom je počeo prevladavati stav da se takav razvoj događaja može preduhitriti jedino tako da Albanci, koji su po brojnosti u SFRJ bili ispred Crnogoraca i Makedonaca, steknu status konstitutivnog naroda u SFRJ, a zajedno s njim i vlastitu republiku koja se više nikakvim ustavnim preuređenjima u okviru SFRJ ne bi mogla dovesti pod vlast Srbije. Radikalizaciji situacije na Kosovu je doprinijela i velika ekonomska kriza koja je pogodila tadašnju Jugoslaviju, a koja se teško odrazila na upravo na Kosovo koje je bilo njen najsiromašniji i najnerazvijeniji dio, a koje je upravo tada doživljavalo efekte demografske eksplozije, odnosno veliki broj mladih ljudi suočenih s nezaposlenošću i nedostatkom ozbiljne životne perspektive.

## Izbijanje prosvjeda
Nezadovoljni položajem svog naroda, albanski studenti su organizirali prosvjede sloganom "Kosovo republika". Nezadovoljstvo je posebno bilo izraženo na Sveučilištu u Prištini čijih je 20.000 studenata činilo oko 10 % stanovništva grada. Većina studenata su bili Albanci, odnosno upisani na studije albanologije, književnosti i drugih društvenih znanosti, što je u uvjetima ekonomske krize njihovo zapošljavanje činilo prilično upitnim. Veliki broj nastavnika, ali i udžbenika, je bio iz tadašnje Albanije u kojoj je na vlasti bio staljinistički režim Envera Hoxhe. Zbog toga je za organizatore prosvjeda bilo karakteristično da su u ideološkom smislu pripadali ekstremnoj ljevici, odnosno postojeći sustav SFRJ odbacivali ne samo zbog neravnopravnog položaja kosovskih Albanaca u odnosu na konstitutivne narode Jugoslavije, nego i zbog "revizionističkog" skretanja koje je u odnosu na marksizam-lenjinizam albanskog tipa predstavljao jugoslavenski sustav samoupravnog socijalizma. 
Demonstracije koje su izbile godine 1981. nisu bile prve u povijesti Prištinskog sveučilišta. 27. studenog 1968. godine su se albanski studenti također okupili sa zahtjevima da Kosovo postane republika, ali su se mirno razišli već idući dan, kada su u Prištinu došle jedinice JNA.
Prosvjedi su započeli 11. ožujka 1981. u kantini studentskog doma, gdje je kao povod poslužila loša kvaliteta hrane. Ispočetka su izvikivane isključivo parole socijalne prirode, da bi se potom počele izvikivati parole koje ukazuju na položaj Kosova u Jugoslaviji ("Trepča radi, Beograd se gradi"). Pokrajinske vlasti su reagirale tako da su na studente tokom noći poslale miliciju. Privedeno je nekoliko desetina studenata, pokrajinsko rukovodstvo je potom na izvanrednom sastanku osudilo prosvjede, te se činilo da je kriza završena.
Nova eskalacija prosvjeda se dogodila kada je na Kosovo 26. ožujka došla Štafeta mladosti. Dotada rutinska režimska manifestacija, na kojoj su nosile Titove slike, iskorištena je za masovna okupljanja na kojima su studenti ispočetka tražili da se iz zatvora puste njihovi zatvoreni kolege. Dio radikala je također pokušao oteti štafetu kako bi simbolički izrazio otpor titoističkom režimu. Studentima su se tada počeli masovno pridruživati i radnici i seljaci, a izvikivane su parole "Kosovo republika", "Živio Adem Demaqi" (tada u zatvoru), te "Sloboda, jedinstvo, demokracija" i "Hoćemo ujedinjenje svih albanskih zemalja". Veliki broj građana Kosova pridružio se njihovim zahtjevima. Osim u Prištini, prosvjedi su se proširili i po drugim kosovskim gradovima, a po nekim procenama, na njima je sudjelovalo milijun ljudi.
Suočene s takvim izljevom narodnog neraspoloženja, pokrajinske vlasti su naredile miliciji zaustavljanje prosvjeda brutalnom silom. Tada je, prema službenim podacima, ozlijeđeno 30-ak osoba, a širom pokrajine je došlo do masovnih uhićenja. Međutim, prosvjedi su se nastavili 30. ožujka kada su studenti tri najveća prištinska fakulteta stupili u štrajk. Prosvjedi su se nastavili, pa je Pokrajinski sekretarijat za narodnu obranu zatražio da na ulice izađe vojska. Istovremeno su na granici s Užom Srbijom počele nicati improvizirane blokade s ciljem sprečavanja dolaska eventualnih milicijskih pojačanja iz Beograda. Prema navodima admirala Branka Mamule su, pak, zabilježeni i pokušaji napada na vojna skladišta u kojima je oružje i opremu držala Teritorijalna obrana Kosova.

## Reakcija saveznih vlasti
Jugoslavenski vrh je ocijenio ove prosvjede, kao i njihov slogan, kao "prijetnju teritorijalnom integritetu i suverenitetu Jugoslavije". Tadašnje Predsjedništvo SFRJ je 2. travnja proglasilo izvanredno stanje na Kosovu i poslalo JNA, uključujući i oklopne jedinice, s ciljem uspostave reda. Istovremeno je naređen prekid nastave u školama. Iako su se prosvjednici uglavnom razilazili čim bi vidjeli kako dolaze tenkovi, zabilježeno je, prema navodima admirala Mamule, i nekoliko oružanih sukoba. Demonstracija sile je, međutim, bila dovoljna da se do sutradan neredi počinju smirivati, iako su u nekim gradovima na Kosovu zabilježeni 30. travnja, a posljednji od njih 17. svibnja.
Jugoslavenske vlasti - savezne i pokrajinske - su za vrijeme krize uporno nastojale zataškati, odnosno sakriti pravo stanje stvari na Kosovu. Uz takva nastojanja se vezuje anegdota o tome da je jedan od partijskih dužnosnika, čuvši da novinska agencija Reuters obavještava međunarodnu javnost o tome da se nešto događa, povikao "Zaustavite Reuters!". O zbivanjima na Kosovu je uspostavljena cenzura ne samo za vanjski svijet, nego i za građane drugih republika i pokrajina.
Savezne vlasti su postojanje pobune priznale tek nekoliko dana nakon gušenja, kada je na tiskovnoj konferenciji tadašnji savezni sekretar za unutrašnje poslove Stane Dolanc objavio kako je prilikom nereda poginulo 9 osoba. Albanski izvori, pak, navode da je broj ubijenih bio daleko veći, odnosno nekoliko desetina ljudi, odnosno da su uglavnom stradali od strane JNA.
Poslije smirivanja nereda su uslijedila masovna uhićenja i suđenja sudionicima prosvjeda, dok je na Prištinskom sveučilištu, koje se smatralo žarištem pobune, provedena čistka. SKJ je zahtijevao od Albanaca prekidanje kulturnih veza s Albanijom i odricanje od svojih nacionalnih aspiracija. Smijenjen je nastavni kadar rodom iz Albanije, a iz upotrebe su povučeni svi udžbenici iz Albanije koje su trebali zamijeniti udžbenici prethodno prevedeni sa srpskohrvatskog jezika. SR Srbija je uvela prisilnu upravu u vitalnim institucijama Kosova, kao što su Sveučilište u Prištini, Institut za povijest Kosova, Institut za albanologiju, Narodna sveučilišna knjižnica, masovni mediji, muzeji, škole, kulturna i strukovna udruženja i mnoge druge organizacije. Nakon toga, albanski radnici su otpuštani, a u javne institucije su zapošljavani Srbi. Albanci su ovakve poteze Srbije i Jugoslavije imenovali "politikom segregacije i apartheida".
Održana su suđenja na kojima se protiv optuženih primjenjivao čl. 133 Kaznenog zakona SFRJ, odnosno već tada kontroverzni verbalni delikt. 1981. godine privedeni su mnogi albanski intelektualci i držani u zatvoru mjesecima. Ukupno je osuđeno 4200 ljudi, i to obično na relativno dugotrajne zatvorske kazne - u prosjeku 7,1 godina po optuženiku. Rahman Morina, posljednji vođa SK Kosova, 1990. je godine priznao da je, na ovaj ili onaj način, zbog sudjelovanja u prosvjedima ili sumnje policijski procesuirano čak 520.000 kosovskih Albanaca.

## Posljedice
Nakon krvavog gušenja albanskih prosvjeda, nastali su mnogi problemi, pogoršani su politički i međunacionalni odnosi na Kosovu i došlo je do mržnje prema JNA. Uvedena je neka vrsta vojne uprave nad Kosovom, a vojska od tada ima ključnu političku ulogu. Posljedice uvođenja izvanrednog stanja su bile destruktivne za politički status Kosova, ekonomiju, zdravstvo, školstvo, znanost, kulturu, medije, kao i za život stanovništva u cjelini. Po uvođenju izvanrednog stanja, došlo je do eskalacije policijskog nasilja nad Albancima, koji su narednih godina bili izloženi represiji i masovnim uhićenjima, svaki treći Albanac je bio pritvoren najmanje jednom.
Skupština SFRJ donijela je 3. srpnja 1981. amandmane na ustav koji su uglavnom bili kozmetičke prirode, i nisu nimalo promijenili položaj republika i pokrajina, a samim time i status Kosova u Jugoslaviji. Time demonstracije, bar neposredno, nisu postigle svoj deklarirani cilj. Republička i pokrajinska rukovodstva SKJ, uključujući kosovsko, su u studenom 1981. zauzele stav da se prosvjedi moraju osuditi, odnosno da je u pitanju iredentistički pokret i "kontrarevolucija" iza koga stoje velikoalbanski koncept Hoxhinog režima.
U samoj Albaniji je Hoxhina Partija rada Albanije, na svom Osmom kongresu 1. do 8. studenog 1981. godine zauzelo stav kojim osuđuje jugoslavensku politiku prema albanskoj manjini, odnosno pruža podršku prosvjedncima. 
Dugoročne posljedice nereda na Kosovu bile su izuzetno teške za tadašnju jugoslavensku državu. Izbijanje nereda - koji se po svom obimu nisu mogli usporediti s nijednim sličnim događajem iza drugog svjetskog rata - su ozbiljno načeli dotadašnju međunarodnu reputaciju SFRJ kao za uzora za rješavanje odnosa između više naroda u jednoj državi. Taj događaj bez presedana je bio katalizator za brojne spekulacije o tome može li Jugoslavija u dotadašnjem obliku opstati, pa je već dvije godine kasnije snimljen film u kome njen raspad služi kao povod za izbijanje trećeg svjetskog rata.
Neredi su također produbili i krizu na unutrašnjem planu. Korištenje vojske u svrhu suzbijanju masovnog narodnog nezadovoljstva je bio događaj bez presedana, koji nije čak primijenjen ni u Hrvatskoj za slamanje MASPOK-a. Na samom Kosovu je prema JNA počeo prevladavati neprijateljski stav, jer je shvaćana kao sredstvo za vraćanje omražene srpske vlasti u tu pokrajinu. Taj se stav s vremenom počeo širiti u drugim dijelovima Jugoslavije, prije svega u Sloveniji, gdje je porasla bojazan da bi se kosovski presedan, odnosno korištenje vojske u političke svrhe, mogao iskoristiti da se toj republici oduzmu ovlasti koja je stekla Ustavom 1974. godine.
Na samom Kosovu su se posljedice nereda odrazile i u sve lošijim odnosima albanske većine i nealbanske manjine, prije svega Srba i Crnogoraca, iako su pokrajinske vlasti nastavile promovirati službenu politiku bratstva i jedinstva. Međusobno nepovjerenje se, između ostalog, odražavalo i kroz sve manje kontakata između različitih zajednica, što je, uz atmosferu fizičke i ekonomske nesigurnosti dovelo do početka iseljavanja Srba s Kosova, uglavnom u Užu Srbiju. Savezne vlasti su takve procese nastojale neko vrijeme zaustaviti dovođenjem tzv. Saveznog odreda milicije u pokrajinu, koga su činili kontingenti iz drugih republika SFRJ, te koji je svojim sastavom trebao ne samo poboljšati opću sigurnost nego nepristrano služiti svim zajednicama.
Ti napori nisu urodili plodom, uglavnom zbog ekonomske krize koja je produbljivala onu političku, ali i pomagala razmahivanju dugo vremena zatomljivanog srpskog nacionalizma. Od sredine 1980-ih, niz incidenata, poput slučaja Đorđa Martinovića, se u medijima Uže Srbije počinje tumačiti ne samo kao izraz velikoalbanskog nacionalizma, nego kao krunski dokaz o velikoj „antisrpskoj zavjeri“, odnosno planu za etničko čišćenje Kosova u kome sudeluju i same pokrajinske vlasti. U mnogim gradovima Srbije došlo je do fizičkih napada i maltretiranja Albanaca, posebno u Beogradu, Kragujevcu, Požarevcu, Paraćinu, Nišu. Između 1981. i 1990. godine ubijena su 63 albanska vojnika u JNA. U istom periodu policija i vojska su ubile 183 Albanca vatrenim oružjem, od čega 16 djece, a ranjeno je 616 Albanaca, od čega 49 djece. Pored toga, na tisuće Albanaca je izvođeno na sud zbog mirnih prosvjeda i drugih javnih okupljanja. Milicija je upadala u njihove kuće tražeći oružje, privodila ih bez naloga i često mimoilazila legalnu proceduru. 
U Srbiji su se sve glasnije čuli zahtjevi za ukidanjem autonomije Kosova i promjenom jugoslavenskog ustava iz 1974. Kampanja, koja će do kraja 1980-ih dobiti odlike antialbanskog šovinizma, će poslužiti kao izgovor nacionalističkoj frakciji Slobodana Miloševića da preuzme SK Srbije i započne antibirokratsku revoluciju, koja je pokrenula raspad Jugoslavije. Jedan od današnjih rezultata tog procesa jest postojanje de facto samostalne Republike Kosovo, pa neki autori smatraju da su prosvjednici posredno ipak postigli svoj cilj.

## Vanjske poveznice
- Branko Mamula: “Slučaj Jugoslavija”  Arhivirana inačica izvorne stranice od 4. ožujka 2016. (Wayback Machine)
- Fotografije s demonstracija  Arhivirana inačica izvorne stranice od 30. rujna 2007. (Wayback Machine)